# Mummuciidae
Mummuciidae es una familia de arácnido  del orden Solifugae.
Los miembros de la familia Mummuciidae únicamente habitan en América del Sur.

## Géneros y especies
Las 18 especies conocidas están distribuidas en 10 géneros:
- Cordobulgida (1 especie),
- Gaucha (1 especie),
- Gauchella (1 especie),
- Metacleobis (1 especie),
- Mummucia (5 especies),
- Mummucina (5 especies),
- Mummuciona (1 especie),
- Mummucipes (1 especie),
- Sedna (1 especie),
- Uspallata (1 especie).